# Wilhelm Schellenberg (Politiker)
Wilhelm Schellenberg (* 22. Mai 1898 in Sablon, heute zu Metz; † 9. Januar 1978 in Weil am Rhein) war von 1936 bis 1945 und von 1957 bis 1965 zweimaliger Bürgermeister der Stadt Weil am Rhein.

## Leben
Wilhelm Schellenberg absolvierte nach der Schule eine Schlosserlehre bei den Reichseisenbahnen in Elsaß-Lothringen und studierte nach dem Ersten Weltkrieg Bauingenieurwesen. Ab 1923 arbeitete er für die Hoch-Tief AG, unter anderem war er beim Bau des Schluchseewerks beteiligt. 
Schellenberg war Mitglied der NSDAP und wurde 1933 zum Bürgermeister von Bonndorf im Schwarzwald gewählt und 1936 für lediglich vier Wochen zum Bürgermeister von St. Blasien berufen. Im selben Jahr wurde er zum Bürgermeister von Weil am Rhein und ab 1937 leitete er die Ortsgruppe der NSDAP Weil-Ost. Einen Tag nach dem Einmarsch französischer Truppen wurde er am 24. April 1945 als Bürgermeister entlassen.
Nach einer Flucht, Gefangennahme und Internierung kehrte er 1946 zurück und wurde 1949 als „minderbelastet“ eingestuft. 1952 wurde er Geschäftsführer der Hoch-Tief. 
Er wurde 1957 erneut zum Bürgermeister von Weil gewählt. In seine Amtszeit fiel der Kampf gegen die Wohnungsnot, der Bau des neuen Rathauses, des Kant-Gymnasiums und des Kreisaltersheims. Schellenberg war maßgeblich am Abschluss des Partnerschaftsvertrags am 20. Mai 1962 zwischen den Städten Huningue und Weil am Rhein beteiligt. 1965 endete seine Amtszeit.